# Cangallo (provincie)
Cangallo is een provincie van Peru gelegen in de regio Ayacucho. De provincie heeft 33.786 inwoners (2015). De hoofdplaats van de provincie is het district Cangallo.

## Bestuurlijke indeling
De provincie Cangallo heeft een oppervlakte van 1.916 km² en is onderverdeeld in zes districten, UBIGEO tussen haakjes:
- (050201) Cangallo, hoofdplaats van de provincie
- (050202) Chuschi
- (050203) Los Morochucos
- (050204) María Parado de Bellido
- (050205) Paras
- (050206) Totos

Cangallo · Huamanga · Huanca Sancos · Huanta · La Mar · Lucanas · Parinacochas · Páucar del Sara Sara · Sucre · Víctor Fajardo · Vilcas Huamán